# Flamingosi
Flamingosi is een Servische popgroep. Over de deelname van deze groep aan het Eurovisiesongfestival 2006 ontstond commotie.

## Servië versus Montenegro
Op 14 maart 2006 trok Servië en Montenegro zich terug van het Eurovisiesongfestival, omdat de Servische omroep RTS en de Montenegrijnse omroep RTCG er onderling niet uit konden komen welke artiest met welk lied moest worden afgevaardigd naar Athene, waar het festival in 2006 gehouden zou worden (Griekenland had het jaar ervoor gewonnen). 
Op 11 maart 2006 vond in Belgrado de nationale finale plaats. Doordat de Montenegrijnse juryleden geen punten toekenden aan de Servische favoriet Flamingosi met het lied Ludi letnji ples (tevens de winnaar van de televoting), haalde de Montenegrijnse groep No Name (die Servië en Montenegro eerder vertegenwoordigde op het Eurovisiesongfestival 2005) met Moja ljubavi het hoogste aantal punten. De Serviërs weigerden vervolgens No Name als winnaar te erkennen. Omdat in 2005 exact hetzelfde scenario voorgevallen was pikten de Serviërs het geen tweede keer. De Servische omroep stelde een nieuwe nationale finale voor, maar dat wilden de Montenegrijnen niet. 
Uiteindelijk werd er afgezien van deelname, wat zware gevolgen kan hebben zoals drie jaar uitsluiting. In Servië en Montenegro maakte deze beslissing meer indruk dan het overlijden van Slobodan Milošević, eveneens op 11 maart 2006.
Op 21 mei 2006 kozen de Montenegrijnen in een referendum voor de onafhankelijkheid, waarmee tevens toekomstige problemen rond de verkiezing van een songfestivalkandidaat worden vermeden.